# Centkiewicz Hills
Die Centkiewicz Hills (englisch; polnisch Wzgórza Centkiewiczów) sind eine Gruppe von bis zu rund 80 m hoher Hügel an der Knoxküste des ostantarktischen Wilkeslands. Sie ragen nahe der polnischen Dobrowolski-Station in den Bunger Hills auf.
Polnische Wissenschaftler benannten sie nach Czesław Centkiewicz (1907–1993), polnischer Autor und Abenteuerer. 